# 9161 Beaufort
9161 Beaufort eller 1987 BZ1 är en asteroid i huvudbältet som upptäcktes den 26 januari 1987 av den belgiske astronomen Eric W. Elst vid La Silla-observatoriet. Den är uppkallad efter den brittiske amiralen Francis Beaufort.
Asteroiden har en diameter på ungefär 6 kilometer.